# Güterzugumfahrung St. Pölten
| |                           |                                             |                                             |
| |                           |                                             |                                             |
| Streckennummer (ÖBB): | 101 02                    |                                             |                                             |
| Streckenlänge: | 24,7 km                   |                                             |                                             |
| Spurweite: | 1435 mm (Normalspur)      |                                             |                                             |
| Streckenklasse: | D4                        |                                             |                                             |
| Stromsystem: | 15 kV 16,7 Hz ~           |                                             |                                             |
| Maximale Neigung: | 8 ‰                       |                                             |                                             |
| Streckengeschwindigkeit: | 120 km/h                  |                                             |                                             |
| Zugbeeinflussung: | ETCS Level 2 ohne Signale |                                             |                                             |
| Zweigleisigkeit: | durchgehend               |                                             |                                             |
| |                           |                                             |                                             |
| \| \| \| von Wien Westbf (Westbahn) \| \| \| \| \| von Pottenbrunn (Westbahn) \| \| \| \| \| von Wien Meidling (Neue Westbahn) \| \| \| \| \| Knoten Wagram \| \| \| \| \| nach Linz Hbf (Neue Westbahn) \| \| \| \| \| nach St. Pölten Hbf (Westbahn) \| \| \| \| 2,600 \| Wagramer S33-Tunnel (170 m) \| Wagramer S33-Tunnel (170 m) \| \| \| 5,712 \| Üst Knoten Wagram 2 \| Üst Knoten Wagram 2 \| \| \| \| Traisen \| \| \| \| 9,900 \| St. Pölten–Leobersdorf (Leobersdorfer Bahn) \| St. Pölten–Leobersdorf (Leobersdorfer Bahn) \| \| \| 10,862 \| Pummersdorfer Tunnel (3485 m) \| Pummersdorfer Tunnel (3485 m) \| \| \| \| St. Pölten–Gußwerk (Mariazellerbahn) \| \| \| \| 14,347 \| \| \| \| \| 19,846 \| Üst Knoten Wagram 7 \| Üst Knoten Wagram 7 \| \| \| 21,250 \| Radlleitentunnel (390 m) \| Radlleitentunnel (390 m) \| \| \| 22,518 \| Bründlkapellentunnel (858 m) \| Bründlkapellentunnel (858 m) \| \| \| \| von Wien (Westbahn) \| \| \| \| \| Knoten Rohr \| \| \| \| \| nach Linz Hbf (Neue Westbahn) \| \| \| \| \| nach Salzburg Hbf (Westbahn) \| \| |                           |                                             |                                             |
| Strecke |                           | von Wien Westbf (Westbahn)                  | von Wien Westbf (Westbahn)                  |
| Abzweig geradeaus und von rechts |                           | von Pottenbrunn (Westbahn)                  | von Pottenbrunn (Westbahn)                  |
| Abzweig geradeaus und von rechts |                           | von Wien Meidling (Neue Westbahn)           | von Wien Meidling (Neue Westbahn)           |
| Dienststation / Betriebs- oder Güterbahnhof |                           | Knoten Wagram                               | Knoten Wagram                               |
| Abzweig geradeaus und nach rechts |                           | nach Linz Hbf (Neue Westbahn)               | nach Linz Hbf (Neue Westbahn)               |
| Abzweig geradeaus und nach rechts |                           | nach St. Pölten Hbf (Westbahn)              | nach St. Pölten Hbf (Westbahn)              |
| Tunnel | 2,600                     | Wagramer S33-Tunnel (170 m)                 | Wagramer S33-Tunnel (170 m)                 |
| Überleitstelle / Spurwechsel | 5,712                     | Üst Knoten Wagram 2                         | Üst Knoten Wagram 2                         |
| Brücke über Wasserlauf |                           | Traisen                                     | Traisen                                     |
| Kreuzung geradeaus oben | 9,900                     | St. Pölten–Leobersdorf (Leobersdorfer Bahn) | St. Pölten–Leobersdorf (Leobersdorfer Bahn) |
| Tunnelanfang | 10,862                    | Pummersdorfer Tunnel (3485 m)               | Pummersdorfer Tunnel (3485 m)               |
| Kreuzung mit oberirdischer Strecke (im Tunnel) |                           | St. Pölten–Gußwerk (Mariazellerbahn)        | St. Pölten–Gußwerk (Mariazellerbahn)        |
| Tunnelende | 14,347                    |                                             |                                             |
| Überleitstelle / Spurwechsel | 19,846                    | Üst Knoten Wagram 7                         | Üst Knoten Wagram 7                         |
| Tunnel | 21,250                    | Radlleitentunnel (390 m)                    | Radlleitentunnel (390 m)                    |
| Tunnel | 22,518                    | Bründlkapellentunnel (858 m)                | Bründlkapellentunnel (858 m)                |
| Abzweig geradeaus und von rechts |                           | von Wien (Westbahn)                         | von Wien (Westbahn)                         |
| Dienststation / Betriebs- oder Güterbahnhof |                           | Knoten Rohr                                 | Knoten Rohr                                 |
| Abzweig geradeaus und nach links |                           | nach Linz Hbf (Neue Westbahn)               | nach Linz Hbf (Neue Westbahn)               |
| Strecke |                           | nach Salzburg Hbf (Westbahn)                | nach Salzburg Hbf (Westbahn)                |

Die Güterzugumfahrung St. Pölten (kurz GZU) ist eine zweigleisige Hochleistungsstrecke in Niederösterreich zwischen den Knoten Wagram (Östlich von St. Pölten) und Rohr (östlich von Loosdorf), die das Zentrum von St. Pölten südlich umfährt.
Ziel dieser Güterumgehungsbahn war die Entlastung und das Freiwerden von Kapazitäten für den Personenverkehr auf der Westbahn.

## Geschichte

### Streckenplanung
Die mit Übertragungsverordnung von Verkehrsminister Rudolf Streicher zunächst für Wien – St. Pölten und mit Übertragungsverordnung von Verkehrsminister Viktor Klima für St. Pölten – Wels beauftragte Eisenbahn-Hochleistungsstrecken AG (HL-AG) begann 1991 mit den Planungen für die Güterzugumfahrung St. Pölten.
Die Strecke durchlief als erstes Eisenbahnprojekt in Österreich eine Umweltverträglichkeitsprüfung nach dem UVP-Gesetz, die 1997 abgeschlossen wurde. Bei den Planungen wurde zudem eine Bürgerbeteiligung durchgeführt. Nachdem Bundesminister Rudolf Scholten die Bauübertragung an die HL-AG per Verordnung erlassen hat, beantragte die HL-AG die Baugenehmigung und erhielt 1999 den eisenbahnrechtlichen Baugenehmigungsbescheid.

### Errichtung und Inbetriebnahme
Nach erteilter Genehmigung begann die HL-AG im Dezember 1999 mit dem Bau. Dabei wurden zuerst die Brückenbauwerke im Raum St. Pölten errichtet. Aufgrund einer Einschränkung der ursprünglichen Bauübertragung durch eine neue Verordnung von Verkehrsministerin Monika Forstinger wurde das Projekt zunächst auf die beiden Knotenbauwerke eingeschränkt und die Fortsetzung zeitlich zurückgestellt.
Durch ein nach der Weltfinanzkrise im Oktober 2008 von der Bundesregierung beschlossenes Konjunkturpaket wurden im November 2009 die Bauarbeiten von der ÖBB-Infrastruktur Bau AG, in welche die HL-AG zwischenzeitig verschmolzen wurde, wieder aufgenommen.
Im Frühjahr 2015 wurde die Rohbauphase abgeschlossen und daraufhin von Osten nach Westen mit der Herstellung des Oberbaus, der Oberleitung und der Leit- und Sicherungstechnik begonnen.
Anfang Mai 2017 war die Güterzugumfahrung fertiggestellt. Am 1. Dezember wurde die Strecke feierlich eröffnet und mit Beginn des Fahrplanjahres 2018 am 10. Dezember 2017 in Betrieb genommen. Der viergleisige Ausbau der Westbahn im Abschnitt zwischen Wien und Linz Kleinmünchen wurde durch diesen Lückenschluss vollendet.
Die Kosten betrugen insgesamt 731 Millionen Euro.

## Streckenbeschreibung

### Verlauf
Die Güterzugumfahrung St. Pölten verläuft in vom Knoten Wagram im Osten von St. Pölten auf einer Länge von 24,7 Kilometern südlich an der Stadt und dem Hauptbahnhof vorbei bis zum Knoten Rohr westlich von St. Pölten. Die Strecke ist überwiegend oberirdisch in Verkehrswegebündelung neben Bundesstraßen trassiert und für eine maximale Geschwindigkeit von 120 km/h ausgelegt.
Vom Knoten Wagram geht es zunächst gebündelt mit der Kremser Schnellstraße (S33) im weiten Traisental bis etwa zum Knoten St. Pölten, wo man westwärts, nunmehr gebündelt mit der West Autobahn, das Traisental quert und seinen westlichen Talhang Richtung Schwadorf erklimmt. Anschließend werden das Pielachtal und der Geländerücken zum Sierningtal westwärts gequert, sodass man schließlich nach einem kurzen Stück entlang der Sierning den Knoten Rohr erreicht.

### Sicherungstechnik
Die Strecke ist als erste Strecke in Österreich mit ETCS Level 2 ohne Signale ausgestattet.

### Kunstbauwerke
Die Strecke umfasst den 3485 Meter langen Pummersdorfer Tunnel, den 858 Meter langen Bründlkapellentunnel, den 390 Meter langen Radlleitentunnel und den 170 Meter langen Wagramer S33-Tunnel sowie 23 Brückenbauwerke.

## Verkehr
2019 befuhren im Güterverkehr mit etwa 100 Zügen pro Tag über die Hälfte des Durchgangsverkehrs der Relation Wien–Linz die Güterzugumfahrung St. Pölten, während auf dem Laufweg durch St. Pölten Hauptbahnhof die Güterzüge, deren Lokomotiven nicht mit dem für die Güterzugumfahrung obligatorischen ETCS ausgestattet sind, sowie der Ziel- und Quellverkehr nach St. Pölten und in St. Pölten auf die Tullnerfelder Bahn abzweigende Züge verblieben.
Die durch die Güterzugumfahrung zwischen Knoten Wagram und Knoten Rohr auf der Bestandsstrecke freigewordenen Kapazitäten wurden durch den Personenverkehr ausgenutzt.